# Pseudocorystes
Pseudocorystes is een geslacht van kreeftachtigen uit de klasse van de Malacostraca (hogere kreeftachtigen).

## Soort
- Pseudocorystes sicarius (Poeppig, 1836)